# Alecto (motocicleta)
|  | No s'ha de confondre amb Alecto (equip ciclista). |

Alecto fou una marca de motocicletes fabricades a Londres entre 1919 i 1925 per Whitmee Engineering. Entre 1923 i 1924, l'empresa va produir un model de 345 cc amb cadena de transmissió.